# بال (لوئیزیانا)
بال (به انگلیسی: Ball) شهری در ایالت لوئیزیانا کشور ایالات متحده آمریکا است که جمعیت آن در سرشماری سال ۲۰۱۰ میلادی، ۴٬۰۰۰ نفر بوده‌است.